# Ксаверівка Друга
Ксаве́рівка Друга — село в Україні, у Гребінківській селищній громаді Білоцерківського району Київської області. Населення становить 225 осіб. Центром села є клуб, який на жаль закритий. Жителі «Совхоза» обурені через те, що клуб закритий. також є 2 магазини, які працюють до 21.00.

## Історія
Історія села починається у 1930-х роках із заснування на цих землях радгоспу та поступового формування поселення при ньому. До 1992 року це було селище відділення радгоспу «Саливінківський». Як самостійний населений пункт із сучасною назвою існує із 1992 року.

## Населення

### Мова
Розподіл населення за рідною мовою за даними перепису 2001 року:
| Мова            | Кількість | Відсоток |
| --------------- | --------- | -------- |
| українська      | 217       | 96.44%   |
| румунська       | 4         | 1.77%    |
| російська       | 3         | 1.33%    |
| інші/не вказали | 1         | 0.46%    |
| Усього          | 225       | 100%     |